# Fausto Cornelio Sila

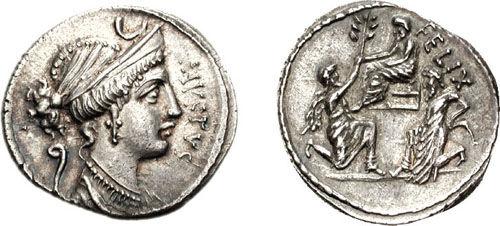
Moneda de Fausto Cornelio Sila

Fausto Cornelio Sila (en latín, Faustus Cornelius Sulla; Roma, 86 a. C.-Tapso, 46 a. C.) fue un noble, político y militar romano, hijo del dictador Lucio Cornelio Sila. Miembro de la facción optimates, contó con la amistad y la protección de Pompeyo y Cicerón. Combatió a Julio César durante la segunda guerra civil, luchando en las batallas de Farsalia y Tapso, siendo muerto por las tropas cesarianas tras esta última.

## Familia
Fausto Sila fue el mayor de los hijos supervivientes del dictador de Roma Lucio Cornelio Sila y su esposa Cecilia Metela, nacido en Grecia tras la huida de su madre del régimen de Lucio Cornelio Cinna en Roma. Era conocido simplemente como Fausto, puesto que era el único romano que recibía ese nombre desde Fausto Valerio, que vivió en tiempos del rey Numa Pompilio.

## Juventud
Durante su juventud, su vida se vio amenazada por todos los enemigos de su difunto padre, en especial por los proscipti y sus parientes, a los que Sila había hecho asesinar e incautar sus propiedades. En 75 a. C. su condiscípulo Cayo Casio lo abofeteó por alabar en la escuela las proscripciones de su padre y amenazar con imitarlo cuando la edad se lo permitiera. Sin embargo, contó con la protección del Senado, así como la de algunos de sus miembros más destacados, como Cicerón y, sobre todo, Pompeyo, de quien sería -además de su yerno- uno de sus más fieles seguidores.

## Carrera política
Combatió como tribuno militar a las órdenes de Pompeyo, destacándose en el asedio de Jerusalén, en 63 a. C., al ser uno de los primeros en subir a las murallas de la ciudad santa.
Fue triunviro monetal dentro del vigintisexvirato un año después, en 62 a. C., y en 60 a. C. celebró unos grandes juegos en memoria de su padre. Cuestor en 54 a. C., sirvió de 49 a. C. a 47 a. C. como procuestor en el ejército de Pompeyo, durante su guerra con César. Combatió en la batalla de Farsalia, y, tras la derrota de Pompeyo se unió a las fuerzas senatoriales del norte de África, luchando hasta la batalla de Tapso de 46 a. C., donde cayó prisionero y fue muerto por los soldados cesarianos.

## Matrimonio y descendencia
Fausto contrajo matrimonio con Pompeya Magna, hija de Cneo Pompeyo Magno, y tuvieron dos hijos: 
- Fausto Cornelio Sila.
- Cornelia Sila, casada con Lucio Escribonio Libón.

El resto de su familia se reducía a su primo Publio Cornelio Sila, el cual luchó en el bando de César.